# Michail Walentinowitsch Krotow

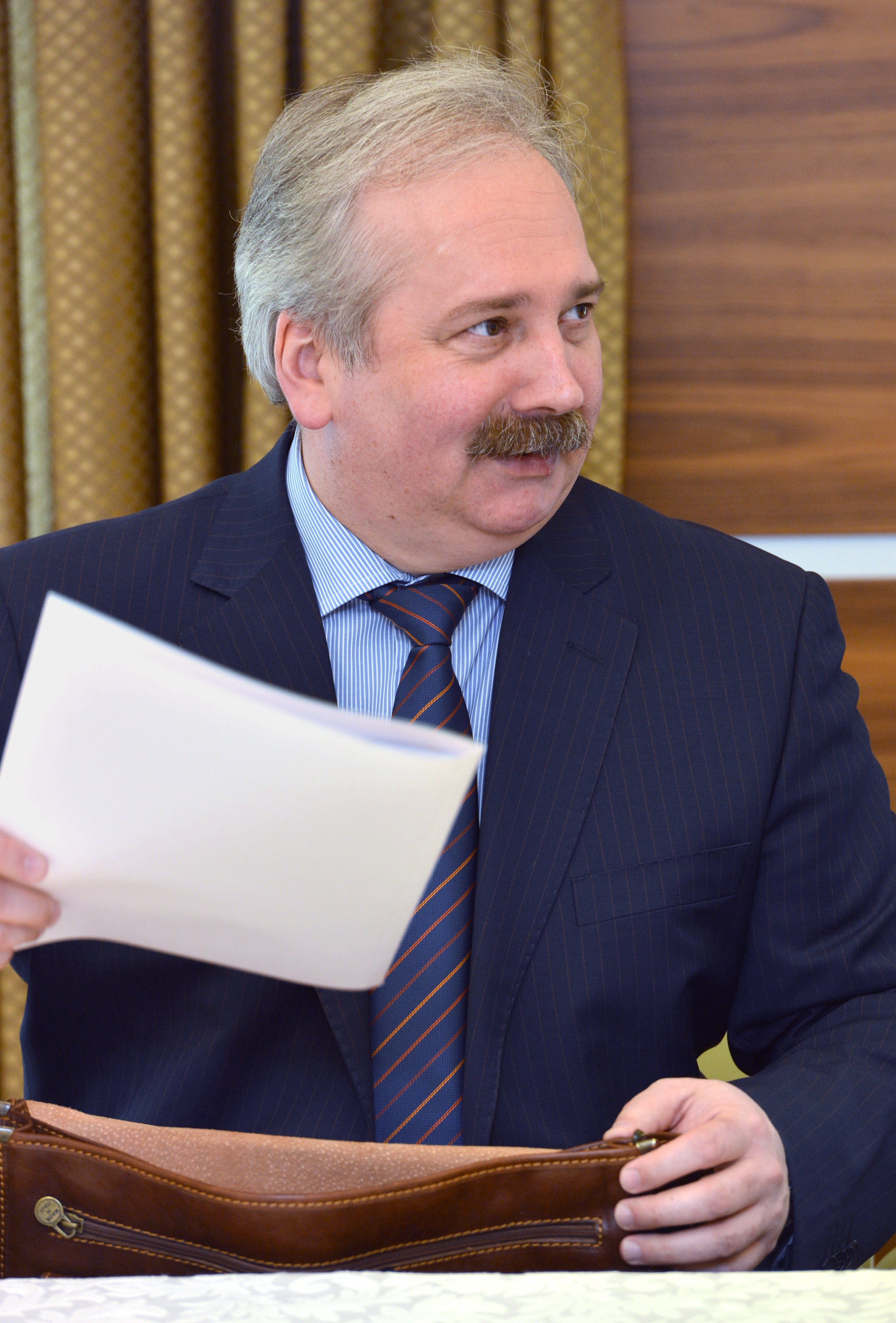
In 2013

Michail Walentinowitsch Krotow (russisch Михаи́л Валенти́нович Кро́тов; * 14. März 1963 in Leningrad (heute Sankt Petersburg), RSFSR, UdSSR) ist ein russischer Jurist und Staatsmann.

## Leben
Krotow absolvierte 1985 die juristische Fakultät der Andrei Schdanow-Universität Leningrad (heute Staatliche Universität Sankt Petersburg) und begann dort anschließend sein Aspiranturstudium am Lehrstuhl für Zivilrecht. Er schrieb eine Dissertation zum Thema „Verpflichtung zur Erbringung von Dienstleistungen im sowjetischen Zivilrecht“. Am selben Lehrstuhl war Krotow 1993 als Assistenzprofessor tätig. Zu den Dozenten des Lehrstuhls für Zivilrecht zählten u. a. Dmitri Medwedew und der spätere Vorsitzende des Obersten Schiedsgerichts Russlands Anton Iwanow.
Zwischen 1995 und 1996 arbeitete Krotow zunächst als stellvertretender Vorsitzender, dann als Vorsitzender des Verwaltungsrates von Baltic Shipping Company.
Im Jahr 2000 rückte Krotow zum Abteilungsleiter für rechtliche Grundlagen des Umweltschutzes an der Staatlichen Universität Sankt Petersburg, später zum Vizerektor für Recht und Wirtschaft.
Im Februar 2005 übernahm Krotow die Funktion des ersten stellvertretenden Generaldirektors der Gasprom-Media. Im November 2005 ernannte Wladimir Putin Krotow zum bevollmächtigten Vertreter des Präsidenten im Verfassungsgericht der Russischen Föderation. Dieses Amt bekleidet er bis heute und wurde zuletzt im Juni 2018 erneut bestätigt. 2006 verlieh Putin Krotow den Klassenrang des öffentlichen Dienstes als Wirklicher Staatsrat 1. Klasse der Russischen Föderation.